# Vụ va chạm sao Mộc ngày 17 tháng 3 năm 2016

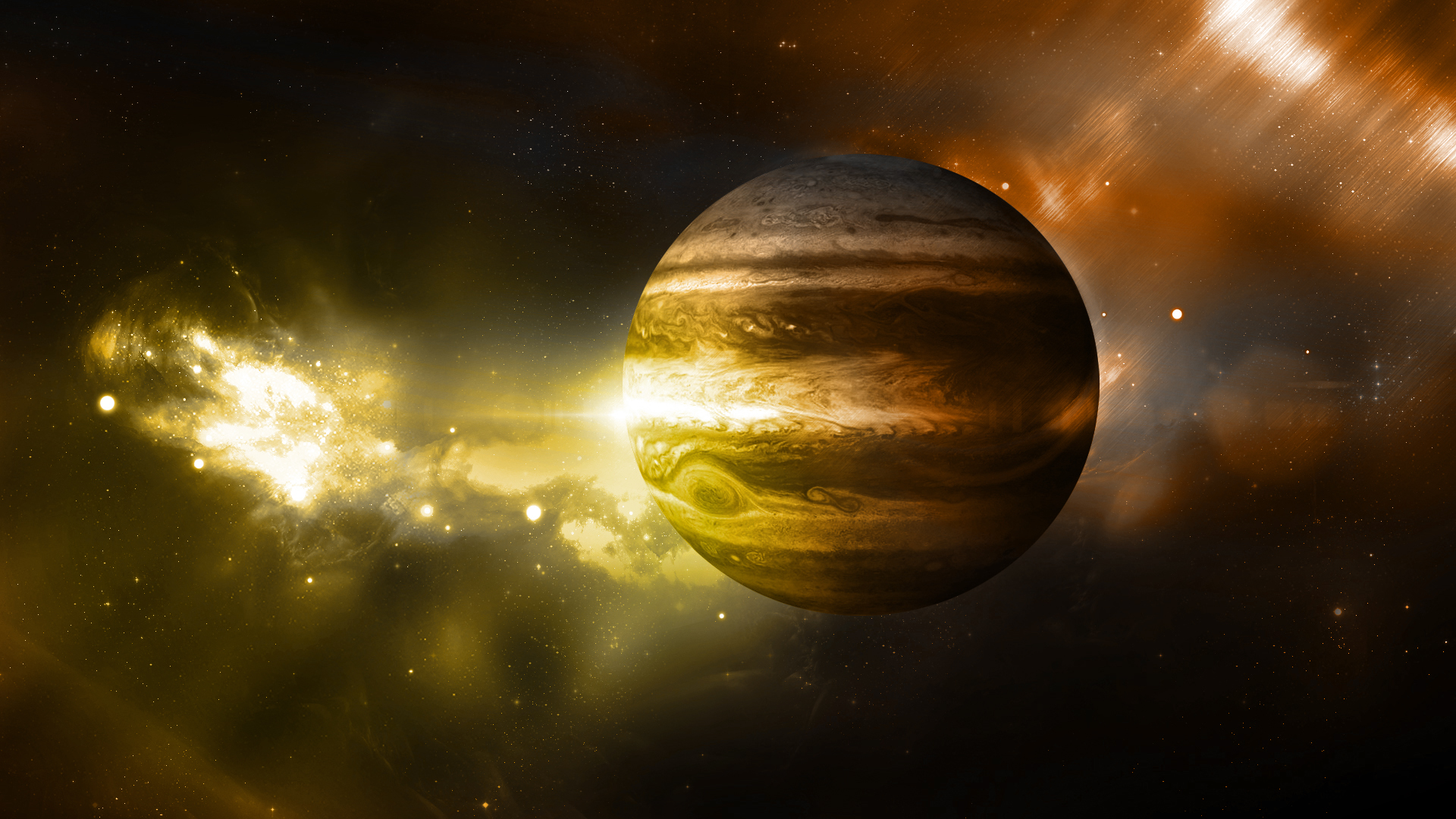
Hình ảnh minh họa

Một thiên thể đã va chạm với Sao Mộc, hành tinh lớn nhất trong Hệ Mặt Trời, vào ngày 17 tháng 3 năm 2016. Vật thể được nghi vấn chưa được NASA xác nhận là một tiểu hành tinh hoặc là một sao chổi, nhưng có thể là như vậy.

## Chứng cớ
Một đoạn video được quay bởi Sao Mộc ở Mödling vào ngày 17 tháng 3 bởi một nhà thiên văn nghiệp dư, Gerrit Kernbauer, với kính viễn vọng 20 cm. Trong quá trình quay phim, một ánh sáng xuất hiện ở phía bên phải của Sao Mộc khi nhìn từ ống kính của ông ấy. Một nhà thiên văn nghiệp dư khác, John McKeon, đã đăng một đoạn video được quay bằng kính viễn vọng 11 inch và bộ lọc hồng ngoại của cùng một sự kiện, xác minh đoạn clip mà Kernbauer đã đăng.
Quản lý của Văn phòng Chương trình NEO thuộc NASA tại Phòng thí nghiệm Động cơ phản lực của NASA  Paul Jigas đã nói rằng có khả năng lớn hơn vật thể là một tiểu hành tinh chứ không phải là sao chổi.

## Va chạm trước
Một tình huống tương tự đã xảy ra với Sao chổi Shoemaker-Levy 9 vào tháng 7 năm 1994, khi sao chổi vỡ ra và va chạm với Sao Mộc.